# Kwegu
Narod Kwegu (Muguji) su surmska etnička skupina koja nastanjuje obale rijeke Omo u jugozapadnoj Etiopiji. 

## Pregled
Kwegu govore Kwegu jezik, koji pripada Nilo-saharskoj jezičnoj obitelji. 
Uglavnom su ribari, lovci i poljoprivrednici, pa provode veliki dio svog vremena na rijeci i poznati su po svojim vještinama izrade kanua. Brzina riječne struje i opasnosti od krokodila čine ove vještine vitalnim. U blizini žive Mursi koji su stočari i poljoprivrednici. Te dvije skupine žive zajedno nekoliko mjeseci svake godine, a odnosi između ove dvije skupine su predmet rasprave među antropolozima.